# Jaguar (bilmärke)
Jaguar är ett bilmärke som ägs av indiska Tata Motors. Jaguar började som tillverkare av sidovagnar till motorcyklar, men tillverkar idag sportiga lyxbilar. 
Märket har ägnat sig åt flera olika typer av bilsporter. Åren 2000–2004 deltog Jaguar i formel 1 med stallet Jaguar Racing.

## Historik

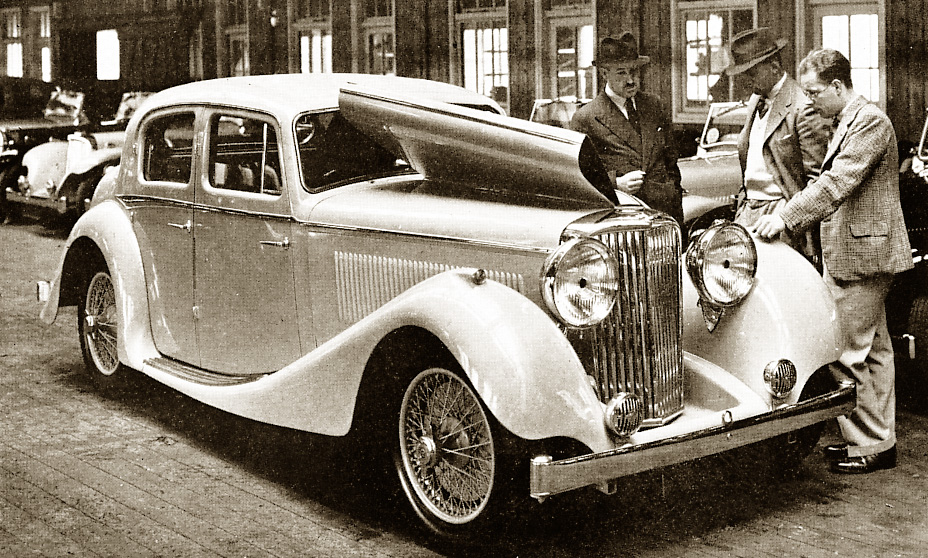
SS Jaguar från 1938.

Företaget bildades 1930 i Coventry som Swallow Coachbuildng Company Limited, senare övertaget 1934 av det nybildade SS Cars Limited. Grundare var ursprungligen redan 1922 de två motorcykelentusiasterna William Lyons och William Walmsley i Blackpool. Från början var produktionen inriktad på sidovagnar till motorcyklar. William Lyons försökte utöka företagets produktsortiment och 1927 byggde företaget karossen till småbilen Austin Seven. Efter det fick Swallow kontrakt på att bygga karosser till Morris Cowley, Fiat 509, Swift Nine och Standard Big Nine. År 1931 introducerades en egen serie bilar under namnet SS och redan några månader senare visades modellerna SS I och SS II på London Motor Show. Harry Weslake, en av dåtiden mest framträdande bilkonstruktörer, kom in i företaget 1935 och samma år användes "Jaguar" för första gången som namn på nya sportbilar. Den mest kända bilen från den här tiden var sportbilen SS 100 som hade en maxhastighet på 160 km/h och en acceleration för 0-100 km/h på 10,5 sekunder. 

### Jaguar Cars
Företaget bytte namn till Jaguar Cars under andra världskriget eftersom initialerna SS inte var gångbara längre. År 1946 utvecklades modellen XK120, som inspirerades av BMW 328. När den lanserades 1948, blev den en omedelbar succé, och uppmättes som den dåtida snabbaste serieproducerade bilen. År 1951 flyttade tillverkningen till Browns Lane. År 1958 efterträddes den av modellen XK140, som hade en ännu kraftfullare motor på 190 hk. Den sista modellen i serien, XK150, kom 1957 och trots att designen var något föråldrad vid detta laget producerades den fram till 1961.
På 1950-talet hade Jaguar blivit ett renodlat lyx- och sportbilsmärke, vilket gjorde företaget sårbart för eventuella nedgångar i ekonomin och därför lanserade man en bil för en större marknad: Mk I. Dess efterföljare Mk II blev en storsäljare. 

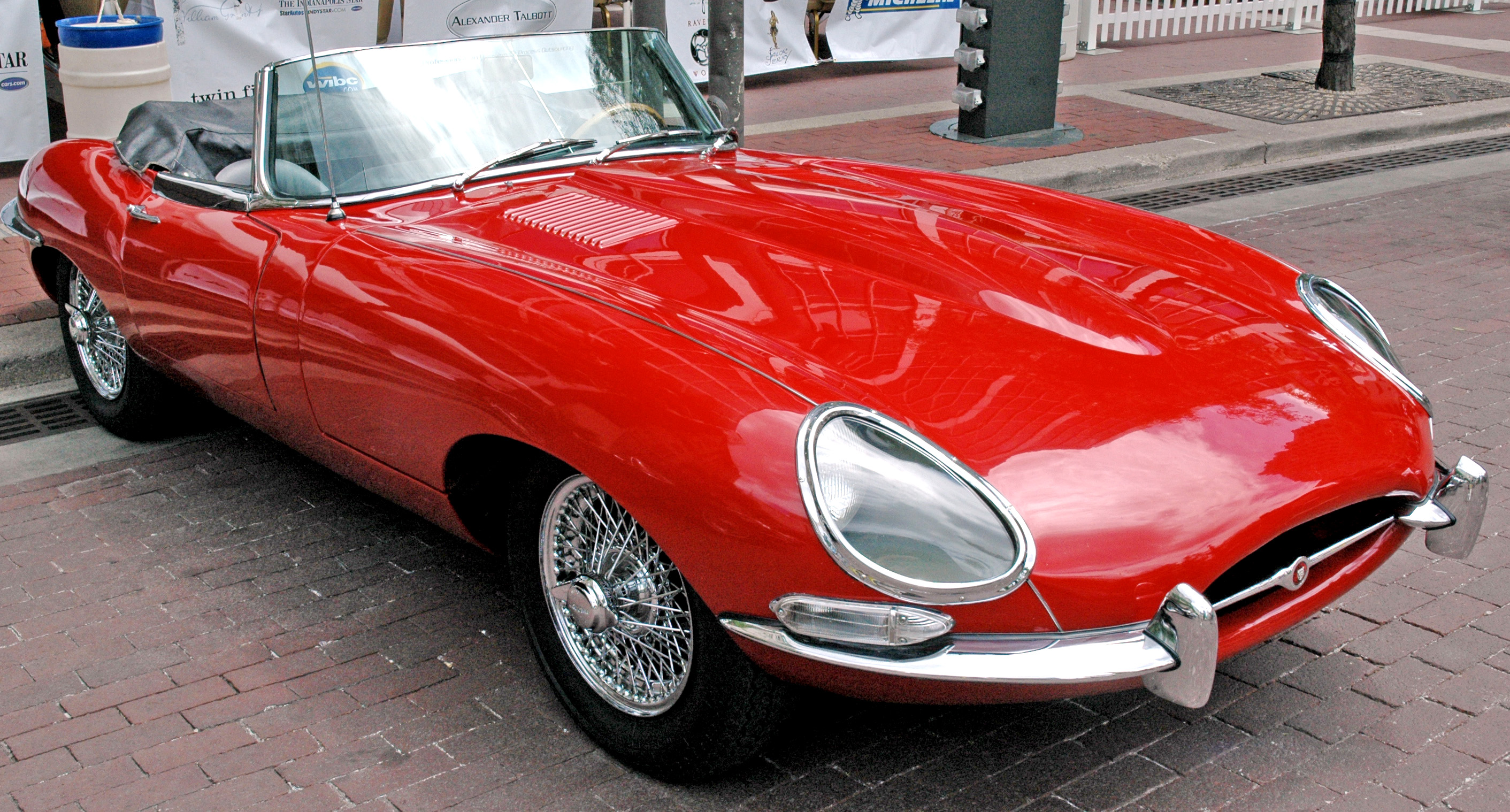
Jaguar E-Type Roadster 1963.

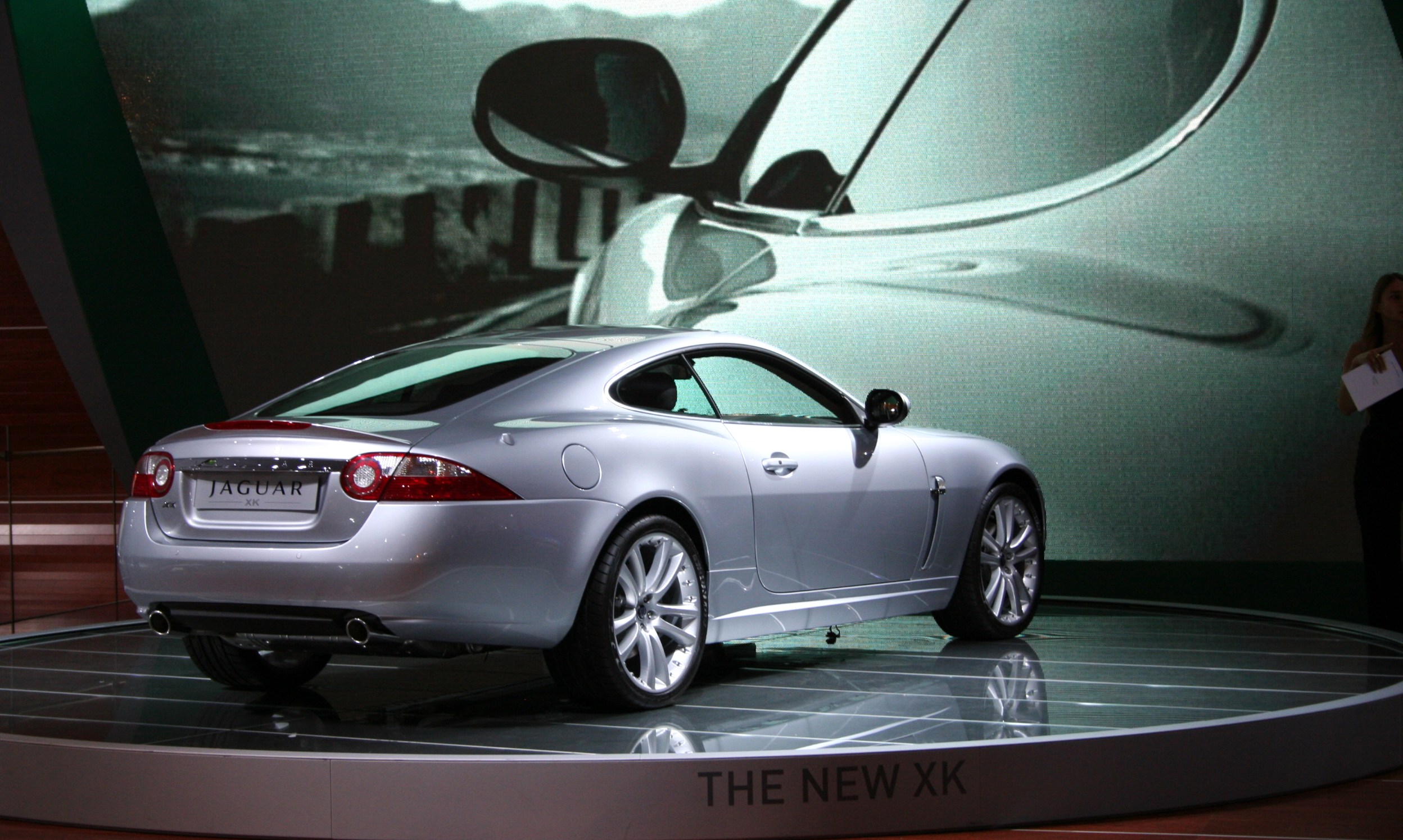
Jaguar XK 2006.

På Genèves motormässa 1961 lanserade företaget en av bilhistoriens mest klassiska sportbilar, Jaguar E-type. Den blev en omedelbar sensation då den var mycket snabb, hade en stark acceleration, var komfortabel och mycket vacker. 
Jaguar E-type var förstahandsvalet för TV-produktionsbolaget ITC när detta skulle förse figuren Helgonet med en bil till den nya TV-serien 1961. Långa leveranstider och ointresse från Jaguars sida gjorde dock att man valde Volvo P1800 istället. Till TV-serien Return of the Saint ett decennium senare hade Jaguar dock insett propagandavärdet och upplät en Jaguar XJ-S.

### British Leyland
Jaguar köptes av British Motor Corporation 1966 och bildade British Motor Holdings för att sedan slås samman med British Leyland (BL) 1968 och bildade därmed Storbritanniens största bilföretag. År 1972 drog sig eldsjälen, den numera adlade sir William Lyons, tillbaka, vilket ledde till förvirring inom företaget och 1975 införlivades hela Jaguar i British Leyland. I slutet på 1970-talet lades flera fabriker ner och moralen bland arbetarna var låg. År 1980 fick företaget en ny vd i John Egan, som började återuppbygga företaget och 1984 blev Jaguar åter ett eget bolag. Följande år avled grundaren William Lyons. 

### Ford och Tata
År 1990 köptes Jaguar av Ford. Jaguar-ägda Daimler följde även med i köpet och finns fortfarande kvar som märke. Företaget introducerade kombimodellen X-Type Estate. X-Type Sedan och Estate byggs i fabriken i Halewood i Liverpool. Moderföretaget Ford sålde 2008 Jaguar, tillsammans med systermärket Land Rover, till indiska Tata Motors.

## Historiska modeller
- SS I (1931–36)
- SS II (1932–36)
- SS Jaguar 90/100 (1935–40)
- SS Jaguar 1½ litre/2½ litre/3½ litre (1936–49)
- Jaguar Mk V (1948–50)
- Jaguar XK120/140/150 (1948–61)
- Jaguar Mk VII/Mk VIII/Mk IX (1950–61)
- Jaguar C-Type (1951–53)
- Jaguar D-Type (1954–57)
- Jaguar Mk I/Mk II (1956–69)
- Jaguar E-type (1961–75)
- Daimler 2½ litre V8/250 V8 (1962-69)
- Jaguar Mk X/420G (1962–69)
- Jaguar S-type (1964–69)
- Jaguar 420G (1966–69)
- Jaguar XJ (1969–87)
- Jaguar XJ-S (1975–96)
- Jaguar XJR (1982–92)
- Jaguar XJ (1986–2002)
- Jaguar XJ220 (1991–94)
- Jaguar XK (1996–2014)
- Jaguar S-type (1998–2007)
- Jaguar X-type (2001–09)
- Jaguar XJ (2003–09)
- Jaguar XF (2007–15)
- Jaguar XJ (2009–19)
- Jaguar F-Type (2013–24)
- Jaguar XE (2015–24)
- Jaguar XF (2015–24)
- Jaguar F-Pace (2016–24)
- Jaguar E-Pace (2017–24)

## Aktuella modeller

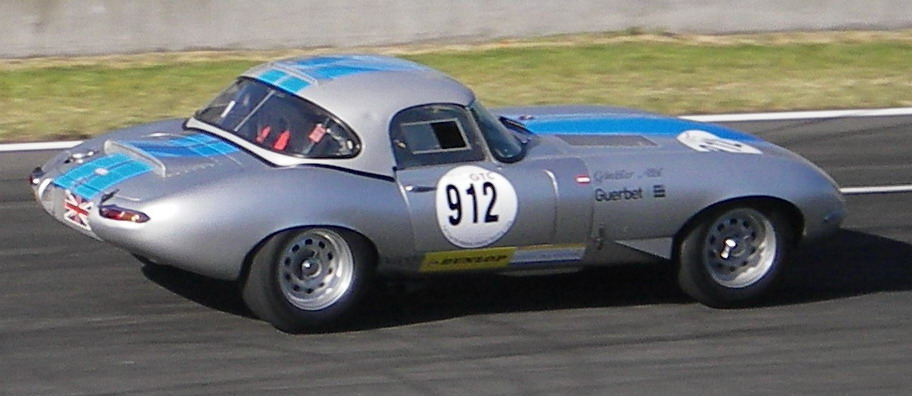
Jaguar E-Type

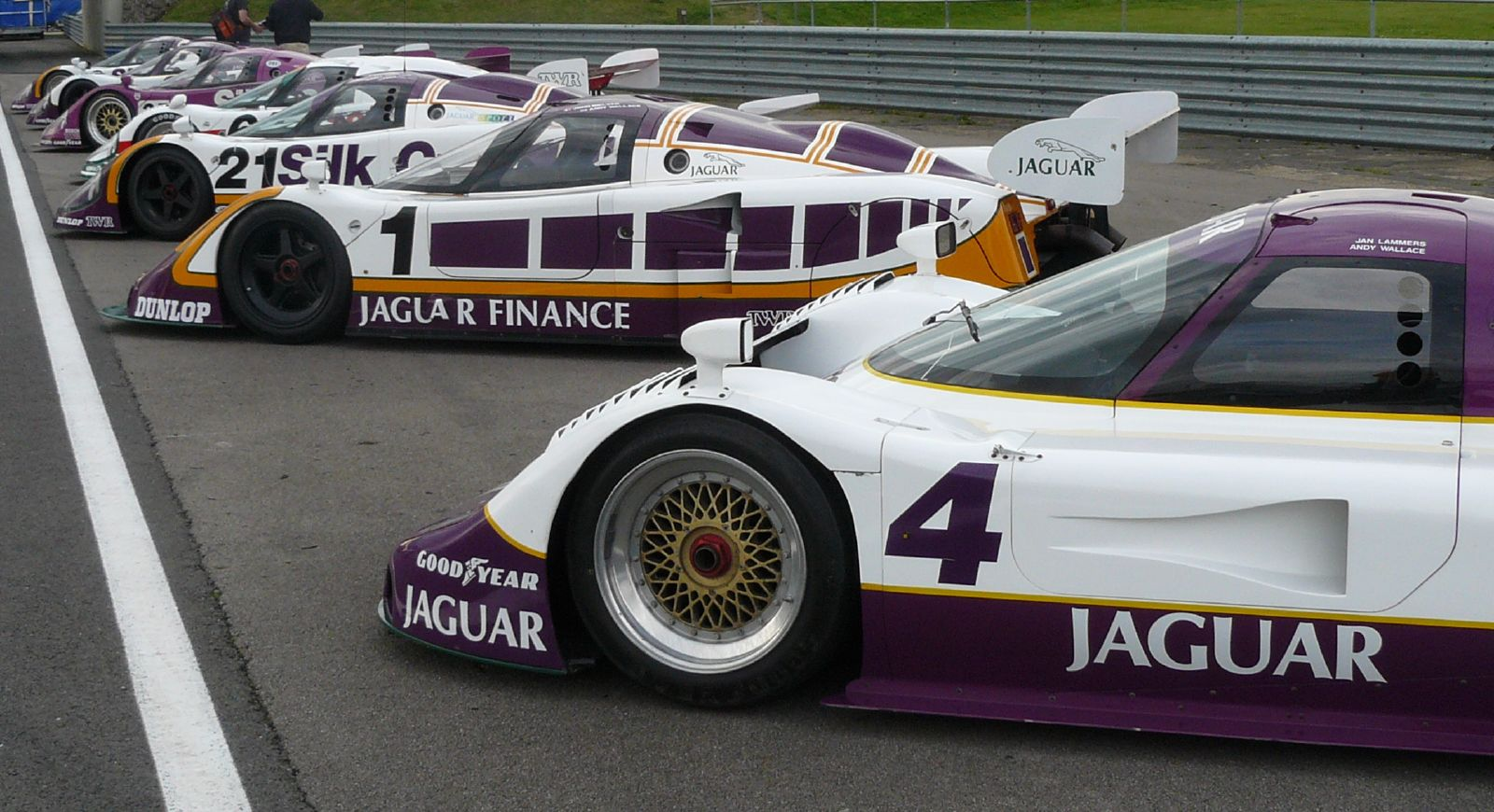
Jaguar XJR

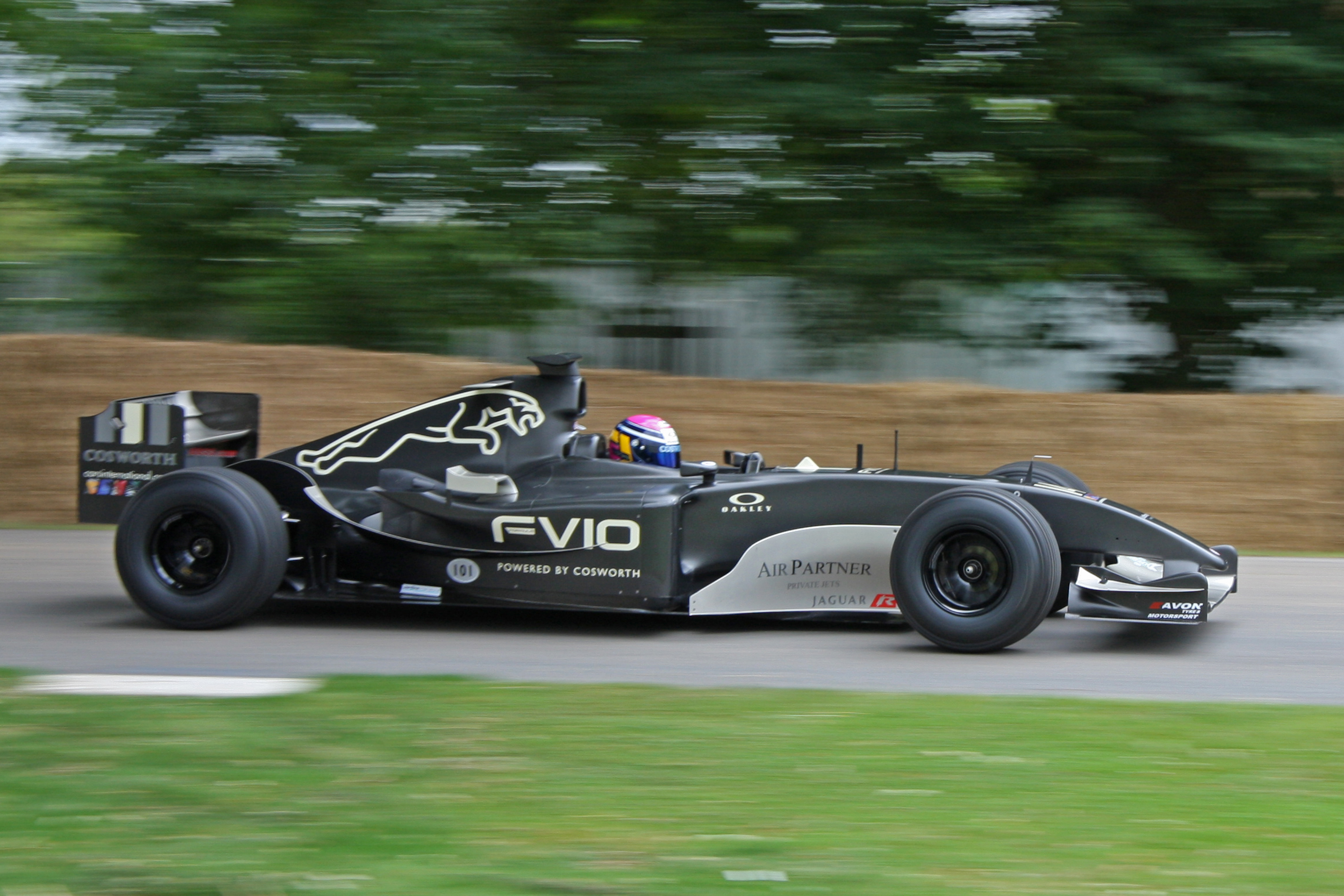
Jaguar-Cosworth R5

- Jaguar I-Pace (2018- )

## Motorsport

### Sportvagnsracing
Jaguar hade stora framgångar inom sportvagnsracing under 1950-talet, med fem segrar i Le Mans 24-timmars. Jaguar D-Type tog tre segrar i rad mellan 1955 och 1957. Efter Le Mans-katastrofen 1955 drog sig fabriksteamet ur motorsporten och överlät åt privata stall att sköta tävlandet. På 1960-talet byggde Jaguar lättviktsversioner av E-Type för GT-racing. 
Under Grupp C-eran på 1980-talet tävlade Tom Walkinshaws TWR-team i sportvagns-VM med Jaguar XJR. Mellan 1987 och 1991 vann Jaguar tre VM-titlar och ytterligare två Le Mans-lopp.

### Formel 1
Jaguars dåvarande ägare Ford Motor Company köpte upp Stewart Grand Prix 1999. Stallet bytte namn till Jaguar Racing som tävlade 2000–2004. Bristande framgångar gjorde att stallet sedan såldes vidare till energidrycken Red Bull och blev Red Bull Racing.